# آللویا! خم نشو! اوج بگیر!
آللویا! خم نشو! اوج بگیر! (به انگلیسی: 'Allelujah! Don't Bend! Ascend!) چهارمین آلبوم استودیویی گروه پست-راک کانادایی گادسپید یو! بلک امپرور است که در ۱۵ اکتبر ۲۰۱۲ توسط کانستیلیشن رکورد منتشر شد، و نخستین آلبوم آنها پس از یانکوی یو. ایکس.او در سال ۲۰۰۲ بود. پس از بازگشت گروه در سال ۲۰۱۰، گروه به تور رفت و در سکوت خبری آلبوم را در کنسرتی در بوستون در ۱ اکتبر ۲۰۱۲ منتشر کرد، تاریخ انتشار رسمی آلبوم در ۱۵ اکتبر در اروپا و روز بعد در کشورهای دیگر بود. این آلبوم نقدهای مثبتی دریافت کرد و حکم بازگشتی نیرومند برای گروه بود.
آلبوم آغازگر یک تغییر سبک بزرگ برای گادسپید یو! بلک امپرور بود، که از دیدگاه فنی رویه پیچیده‌تری را در پیش گرفتند و تأکید بیشتری بر زمینه‌نوا داشتند و در عین حال مفهوم بخش (موومان) را به کلی کنار گذاشتند.

## بازخورد
| بررسی جمعی      | بررسی جمعی  |
| منبع            | رتبه‌بندی    |
| --------------- | ----------- |
| انی‌دیسنت‌میوزیک؟ | 8.0/10      |
| متاکریتیک       | 81/100      |
| بررسی انتقادی   |             |
| منبع            | رتبه‌بندی    |
| آل‌موزیک         | 3.5/5 ستاره |
| The A.V. Club   | B+          |

آللویا! خم نشو! اوج بگیر! نقدهای مثبتی از منتقدان دریافت کرد. الی کلمان از اسپاتنیک‌میوزیک اظهار داشت که این آلبوم «گستردگی و ژرفای بی‌اندازه‌ای» دارد و «تجربه‌ای واقعاً فراموش‌نشدنی» است. منتقد دراوند این  ساوند آندری لوکوفسکی گفت که این آلبوم «یک موسیقی نسبتاً باشکوه است که کاملا بازگشت گروه را توجیه می‌کند.»
این آلبوم در فهرست ۵۰ آلبوم برتر سال ۲۰۱۲ استریوگرام در رتبه سیزدهم جای گرفت. این آلبوم در ۲۳ سپتامبر ۲۰۱۳ برنده جایزه موسیقی پولاریس ۲۰۱۳ شد.

## فهرست آهنگ‌ها
| شماره      | نام                                           | مدت   |
| ---------- | --------------------------------------------- | ----- |
| ۱.         | «Mladic»                                      | ۲۰:۰۰ |
| ۲.         | «Their Helicopters Sing»                      | ۶:۳۰  |
| ۳.         | «We Drift Like Worried Fire»                  | ۲۰:۰۷ |
| ۴.         | «Strung Like Lights at Thee Printemps Erable» | ۶:۳۲  |
| مجموع مدت: | مجموع مدت:                                    | ۵۳:۰۹ |